# Mooca
Mooca è un quartiere (bairro in portoghese) della città di San Paolo in Brasile. Mooca è famosa in Brasile per la sua influenza italiana. All'inizio del ventesimo secolo il quartiere era popolato da immigrati italiani e ancor oggi è conosciuto come un "quartiere italiano", perché gli oriundi italiani, soprattutto delle provincie di Salerno e di Cosenza, costituiscono la maggioranza degli abitanti. Le vecchie case dove vivevano i lavoratori italiani oggi sono ancora conservate e abitate dai loro discendenti. Molti sono i ristoranti di specialità italiane nella zona.
Nelle strade del quartiere la comunità italiana locale celebra tradizionali feste religiose, quali quella di San Vito, Nostra Signora di Casaluce, San Gennaro (santo patrono di Napoli) e la Madonna Acheropita.
Nei primi anni del Novecento, San Paolo è stata vista come una "città italiana" La città di San Paolo è cresciuta rapidamente in seguito a immigrazione. Nel 1920, quasi due terzi dei suoi abitanti erano stranieri o discendenti; gli italiani rappresentavano oltre la metà della popolazione maschile della città.
| Popolazione nata in Italia a San Paolo | Popolazione nata in Italia a San Paolo | Popolazione nata in Italia a San Paolo |
| Anno                                   | Numero                                 | % sulla popolazione della città        |
| -------------------------------------- | -------------------------------------- | -------------------------------------- |
| 1886                                   | 5.717                                  | 13%                                    |
| 1893                                   | 45.457                                 | 35%                                    |
| 1900                                   | 75.000                                 | 31%                                    |
| 1916                                   | 187.540                                | 37%                                    |